# كروزمالتينا
كروزمالتينا بلدية في ولاية بارانا في المنطقة الجنوبية من البرازيل.